# Hosea Ratschiller

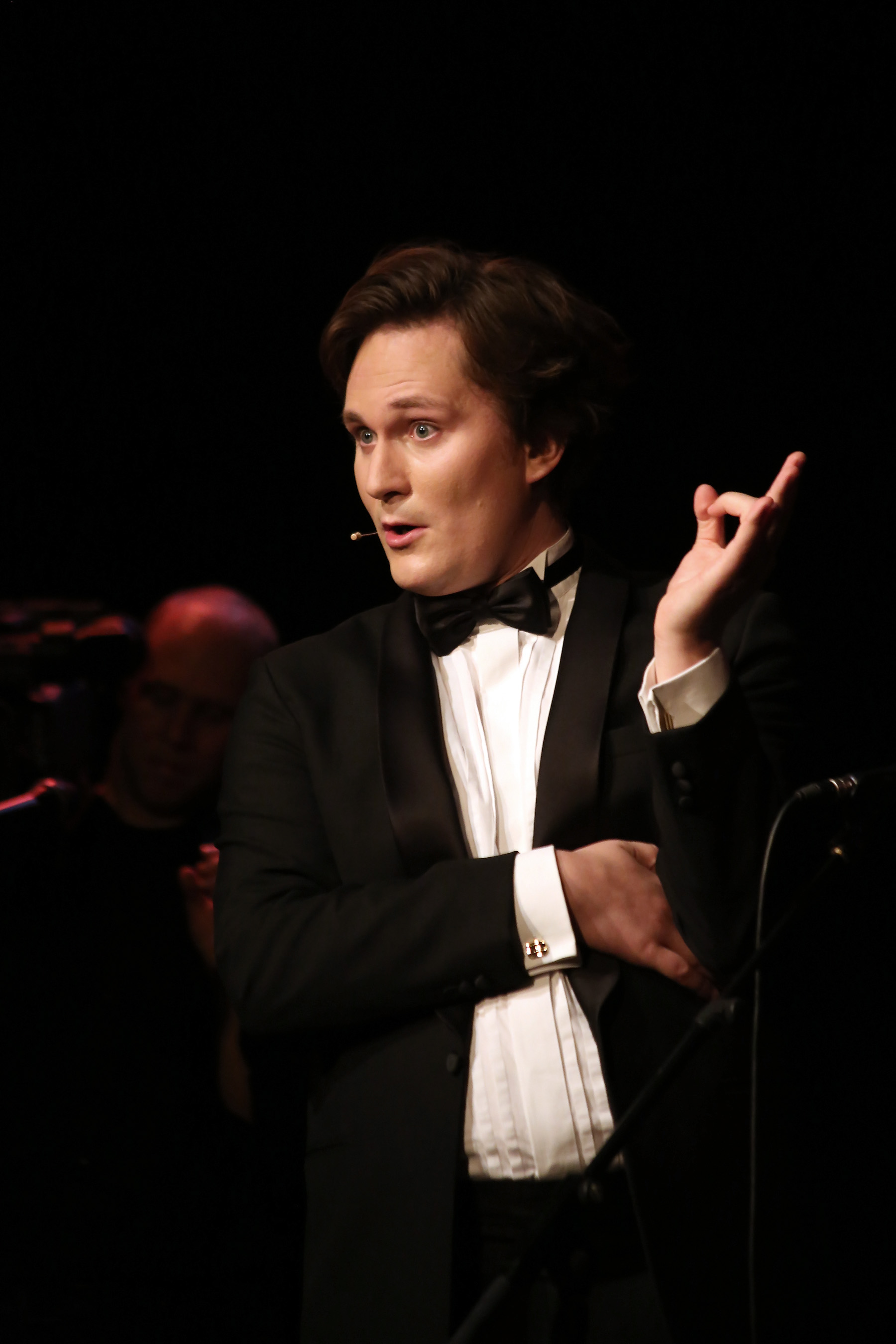
Hosea Ratschiller (2012)

Hosea Ratschiller (* 11. Oktober 1981 in Klagenfurt) ist ein österreichischer Schauspieler, Kabarettist, Kolumnist, Satiriker, Moderator und Radiomacher.

## Leben
Ratschiller hat in Wien ein Studium der Geschichte, Philosophie und Theaterwissenschaft abgebrochen. Anschließend leistete er Zivildienst im Sanatorium der Israelitischen Kultusgemeinde. Seit 2000 arbeitet Ratschiller beim Jugendsender FM4 des österreichischen öffentlich-rechtlichen Rundfunksenders ORF und seit 2009 auch für Radio Ö1. Als Autor arbeitete er für die ORF-Fernsehformate Wir sind Kaiser und Dorfers Donnerstalk.
Seit 2017 präsentiert er im ORF im Rahmen der Fernsehprogrammschiene DIE.NACHT die Sendung Pratersterne. Die Produktion der Sendung wurde 2023 zunächst eingestellt. Ab September 2024 wurden neue Folgen in der Roten Bar im Volkstheater aufgezeichnet.

## Radioarbeit
- 1998–2003: Wöchentliche Livesendung Club Karate auf Radio Orange 94.0 (mit Lukas Tagwerker und Florian Steinringer)
- 2000–2009: Mitarbeiter und zwischendurch Leiter der FM4 Programmgestaltung
- 2006: konzipierte er mit Martin Puntigam für Radio FM4 die interaktive Kolumne FM4 Ombudsmann[5] Hosea Ratschiller ist auch Sprecher.
- 2007–2008: Wöchentliche Satiresendung FM4 Chance 08 (mit Lukas Tagwerker und Stefan Elsbacher). Während der EM entstand der tägliche O-Ton Podcast Die Ausweitung der Fanzone.
- 2009: Gründungsmitglied der wöchentlichen Satiresendung Welt Ahoi! auf Radio Ö1.[6]

## Bühnenarbeit
- 2001: Theaterstück Mäht sich weg mit Lukas Tagwerker, UA Theater Leopoldstadt
- 2002–2008: Ensemblemitglied der Supernacht der Weihnachtsstars[7]
- 2004: Oper Schock – Ein Hunderennen UA Landestheater Innsbruck - [8]
- 2009: Soloprogramm Liebe Krise[9], UA Kabarett Niedermair
- 2011: Soloprogramm Das gehört nicht hierher[10], UA Kabarett Niedermair
- 2012: Soloprogramm Die FM4 Ombudsmann Dienstreise[11], UA Rabenhof Theater
- 2013: Soloprogramm Heute: Hosea Ratschiller, UA Kabarett Niedermair
- 2014: Soloprogramm Heute: Der allerletzte Tag der Menschheit (Jetzt ist wirklich Schluss!)
- 2015: Soloprogramm Doppelleben, UA Münchner Lach- und Schießgesellschaft
- 2019: Soloprogramm Ein neuer Mensch, UA Kabarett Niedermair[12]
- 2022: Lesung mit Hosea und Klaus Ratschiller: Den Vater zur Welt bringen. Eine Unterhaltung
- 2023: Soloprogramm HOSEA, UA Kabarett Niedermair[13]
- 2025: Soloprogramm HAPPY PLACE, UA Stadtsaal[14]

## Schriften
- (mit Martin Puntigam): Der FM4 Ombudsmann beantwortet deine Fragen, Czernin Verlag, Wien 2012, ISBN 978-3-7076-0401-6[15]
- (mit Martin Puntigam): Österreicher erklären die Welt, Goldmann Verlag, Wien 2014, ISBN 978-3-442-15791-4[16]
- Der allerletzte Tag der Menschheit: Jetzt ist wirklich Schluss!, mit Illustrationen von Stefanie Sargnagel, Holzbaum Verlag, Wien 2017, ISBN 978-3-902980-66-3
- Den Vater zur Welt bringen: Eine Unterhaltung, mit Klaus Ratschiller, Molden/Styria, Wien 2022, ISBN 978-3-222-15086-9.

## CD
- 2015 Der allerletzte Tag der Menschheit, ORF-CD787, EAN: 9783902733658

## Film
- 2002: Texter und Sprecher für den Kurzfilm short cut (Ö 2002, Regie: Florian Danhel).
- 2009: Teilnahme am transmedialen Experiment Nowhere Train[17], Tourtagebuch, Songs und ein Film.
- 2011: Sprecher für den Animationsfilm "366 Tage" (D/Ö 2011, Regie: Johannes Schiehsl).
- 2012: Darsteller in Eine Möglichkeit zu Leben – Das Nowhere Train Tagebuch / Away To Live – The Nowhere Train Diary (Ö 2012, Regie: Jakob Kubizek).
- 2014: Boͤsterreich (Fernsehserie, Darsteller und Drehbuch)
- 2017: Harri Pinter, Drecksau (Darsteller)

## Auszeichnungen

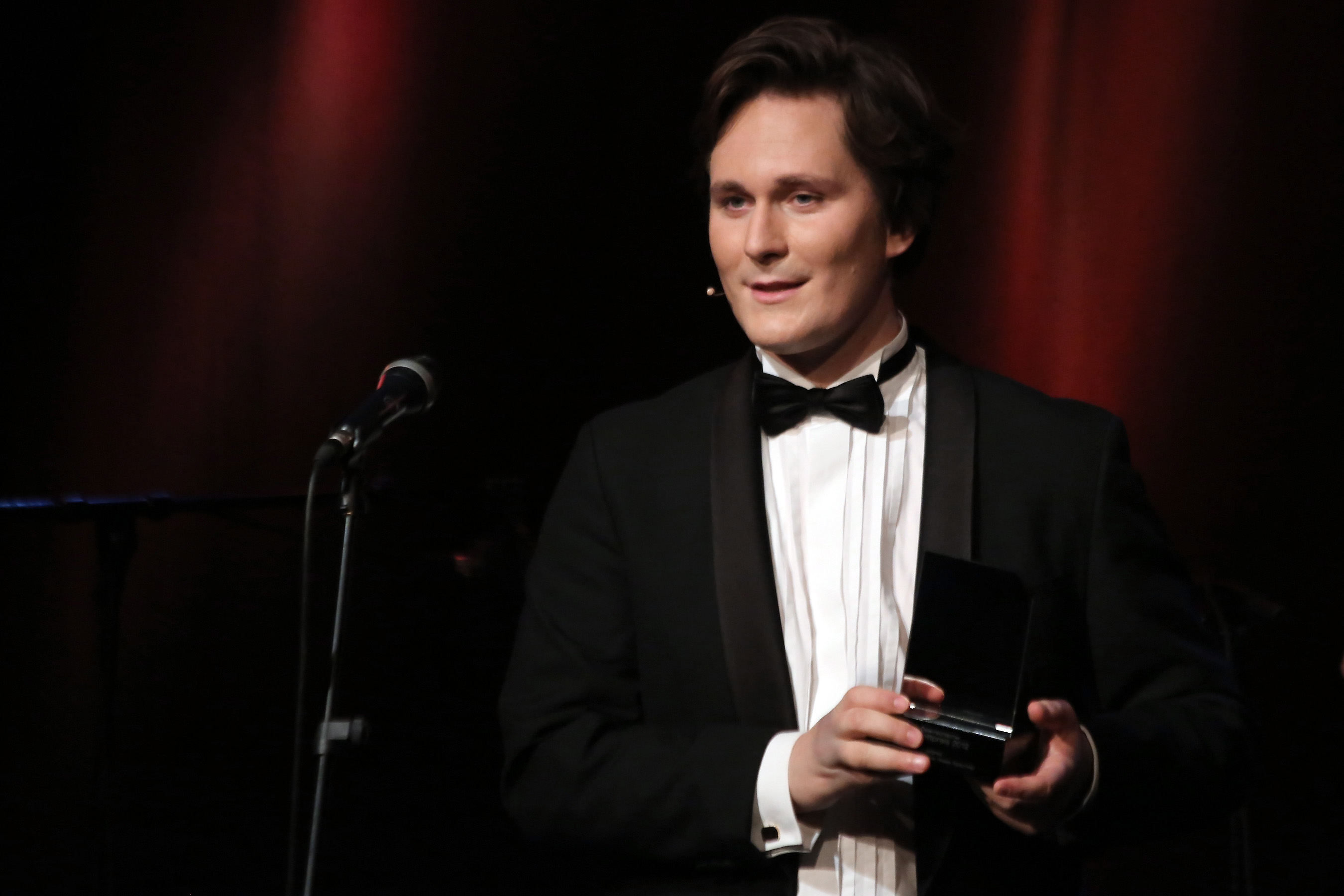
Ratschiller mit dem Österreichischen Kabarettpreis 2012

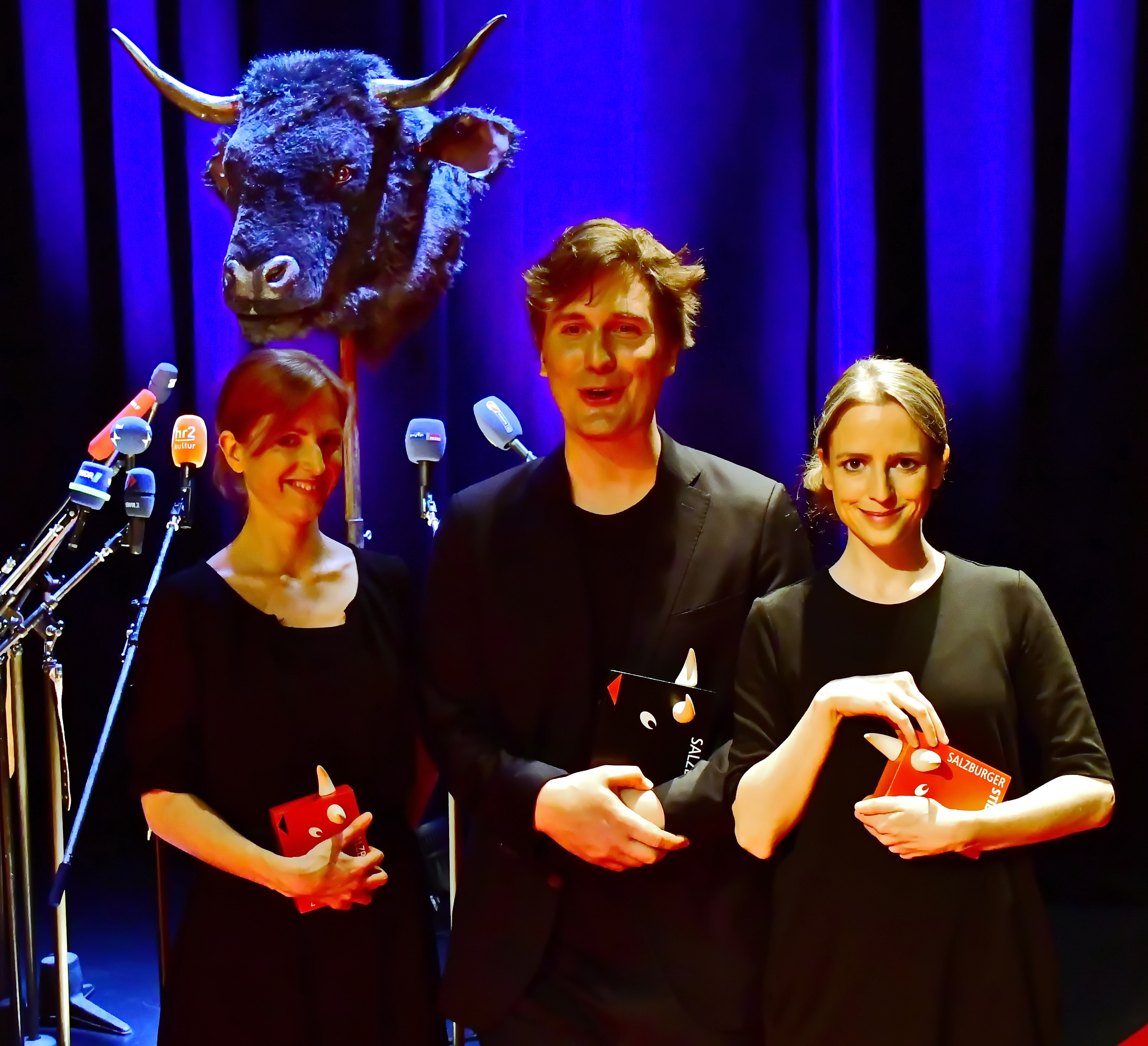
Hosea Ratschiller & RaDeschnig, Preisverleihung Salzburger Stier, 2017

- 2012 Preisträger Österreichischer Kabarettpreis
- 2012 Kleines Scharfrichterbeil
- 2016 Österreichischer Kabarettpreis (Programmpreis) für Der allerletzte Tag der Menschheit, gemeinsam mit RaDeschnig[18]
- 2017 Salzburger Stier gemeinsam mit RaDeschnig[19]
- 2020 Österreichischer Kabarettpreis (Programmpreis) für Ein neuer Mensch[20]

## Sonstiges
- Moderator von Medienveranstaltungen: (Diagonale, Media Literacy Award, Crossing Europe Filmfestival, Vienna Independent Shorts sowie Wiener Video und Filmtage)
- Autoren-, Darsteller- und Konzeptionstätigkeit für die TV-Formate Wir sind Kaiser, Sendung ohne Namen, Dorfers Donnerstalk und Bösterreich
- Tätigkeit als Sprecher für Audioguides im MUMOK/Wien
- Wortspende im besetzten Audimax der Universität Wien (unibrennt-Proteste) am 7. November 2009 aus seinem Programm Liebe Krise 2.0
- 2014 Gastauftritt in der TV-Satireserie BÖsterreich, ORFeins, Staffel 1, Folge 3[21]